# Vogtlands voetbalkampioenschap 1926/27
In 1926/27 werd het twaalfde Vogtlands voetbalkampioenschap gespeeld, dat georganiseerd werd door de Midden-Duitse voetbalbond. 
SuBC Plauen werd kampioen en plaatste zich voor de Midden-Duitse eindronde. De club versloeg VfB 1912 Geyer en SVgg 07 Meerane en verloor dan van VfB Leipzig.

## Gauliga
| Plaats | Club                       | Wed. | W | G | V | Saldo | Ptn.  |
| ------ | -------------------------- | ---- | - | - | - | ----- | ----- |
| 1.     | Plauener SuBC 1905         | 14   | 9 | 3 | 2 | 40:22 | 21:7  |
| 2.     | 1.Vogtländischer FC Plauen | 13   | 7 | 3 | 3 | 45:33 | 17:9  |
| 3.     | SpVgg 1909 Plauen          | 14   | 7 | 3 | 4 | 32:27 | 17:11 |
| 4.     | SV Konkordia 1905 Plauen   | 13   | 5 | 5 | 3 | 35:23 | 15:11 |
| 5.     | VfB Plauen                 | 14   | 5 | 5 | 4 | 36:30 | 15:13 |
| 6.     | VfR 1919 Plauen            | 14   | 4 | 2 | 8 | 29:47 | 10:18 |
| 7.     | Elsterberger BC 1912       | 14   | 2 | 4 | 8 | 31:44 | 8:20  |
| 8.     | SC 1909 Markneukirchen     | 14   | 2 | 3 | 9 | 24:46 | 7:21  |

|  | Kampioen, geplaatst voor Midden-Duitse eindronde |